# Лицо Карин
«Лицо Карин» (швед. Karins ansikte) — документальный короткометражный фильм режиссёра Ингмара Бергмана.
Фильм был завершён в 1983 году, однако премьера состоялась на шведском телевидении только 29 сентября 1986 года.

## Сюжет
История семьи Ингмара Бергмана, рассказанная посредством фотографий из семейного фотоальбома. Главное действующее лицо — мать режиссёра, Карин Бергман (1889—1964). Фотографии сделаны коллегой и соседом Бергмана, Арне Карлссоном. 

## Награды и номинации
- 1986 — Chicago International Film Festival
  - Gold Hugo — номинация в категории «Лучший документальный фильм»[2]